# Cubby the Bear
Cubby the Bear (numit și Cubby Bear) este o serie de desene animate realizată între 1933-1934 de Van Beuren Studios. Seria cuprinde 20 de titluri, toate în alb-negru. Thunderbean Animation a produs întreaga serie pe suport DVD și Blu-Ray.

## Filmografie
Steluța (*) de la poziția 20 semnifică data orientativă a premierei, neconfirmată oficial.
| Nr. | Titlu                       | Regia                            | Data premierei    | Observații              |
| --- | --------------------------- | -------------------------------- | ----------------- | ----------------------- |
| 1   | Opening Night               | Mannie Davis                     | 10 februarie 1933 |                         |
| 2   | Love's Labor Won            | John Foster, Mannie Davis        | 10 martie 1933    |                         |
| 3   | The Last Mail               | Mannie Davis                     | 24 martie 1933    |                         |
| 4   | Bubbles and Troubles        | Mannie Davis                     | 28 aprilie 1933   |                         |
| 5   | Barking Dogs                | Mannie Davis                     | 18 mai 1933       |                         |
| 6   | Indian Whoopee              | Mannie Davis                     | 7 iulie 1933      |                         |
| 7   | Fresh Ham                   | Mannie Davis, Steve Muffati      | 12 iulie 1933     |                         |
| 8   | The Nut Factory             | Mannie Davis                     | 4 august 1933     |                         |
| 9   | Cubby's World Flight        | Hugh Harman, Rudolf Ising        | 25 august 1933    |                         |
| 10  | Cubby's Picnic              | Steve Muffati                    | 6 octombrie 1933  |                         |
| 11  | The Gay Gaucho              | Rollin Hamilton, Thomas McKimson | 3 noiembrie 1933  |                         |
| 12  | Galloping Fanny             | Steve Muffati                    | 1 decembrie 1933  |                         |
| 13  | Croon Crazy                 | Steve Muffati                    | 29 decembrie 1933 |                         |
| 14  | Sinister Stuff              | Steve Muffati                    | 26 ianuarie 1934  |                         |
| 15  | Goode Knight                | Vernon Stallings                 | 23 februarie 1934 |                         |
| 16  | How's Crops                 | Vernon Stallings                 | 23 martie 1934    |                         |
| 17  | Cubby's Stratosphere Flight | Vernon Stallings                 | 20 aprilie 1934   |                         |
| 18  | Mild Cargo                  | Vernon Stallings                 | 18 mai 1934       |                         |
| 19  | Fiddlin' Fun                | Vernon Stallings                 | 15 iunie 1934     |                         |
| 20  | Mischievous Mice            | Hugh Harman, Rudolf Ising        | 22 iunie 1934*    | Distribuit abia în 2019 |